# Blitz (gruppo musicale brasiliano)
Blitz è un gruppo rock brasiliano fondato nel 1980 a Rio de Janeiro.

## Storia
In attività dal 1982, la formazione ha subito nel tempo molti cambiamenti: quella originaria comprendeva Evandro Mesquita (voce), l'ex Vimana Lobão (batteria), Antônio Pedro Fortuna (basso) e tre backing vocals, William Forghieri, Fernanda Abreu e Márcia Bulcão. 
Hanno avuto successo negli anni 80 con i brani Você não soube me amar, A dois passos do paraíso, Ana Maria (biquíni de bolinha amarelinha tão pequenininho)). Un nuovo exploit è avvenuto nel 2017, quando il loro album Aventuras II è stato candidato al Latin Grammy Award nella categoria "Best Portuguese Language Rock or Alternative Album".

## Formazione

### Membri attuali
- Evandro Mesquita, chitarra e voce
- William Forghieri, tastiera e backing vocal
- Juba, batteria
- Andréa Coutinho, voce
- Rogério Meanda, chitarra e voce
- Nicole Cyrne, voce
- Sara Rosemback

### Membri precedenti
- Lobão, batteria
- Fernanda Abreu, backing vocal
- Maira Charken, backing vocal
- Patricia Travassos, backing vocal
- Marcia Bulcão, backing vocal
- Ricardo Barreto, chitarra

## Discografia

### Album studio
- (1982) As Aventuras da BLITZ 1
- (1984) Radio Atividade
- (1985) BLITZ 3
- (1997) Línguas
- (1999) BLITZ 2000 Últimas Notícias
- (2006) BLITZ - Com Vida
- (2009) Eskute Blitz
- (2017) Aventuras II

### Raccolte
- (1990) Todas as Aventuras da BLITZ

### Live
- (1994) BLITZ ao Vivo
- (2007) BLITZ - Ao Vivo e a Cores
- (2010) DVD Ao Vivo Eskute e Veja Blitz